# Eclissi di Mursili II

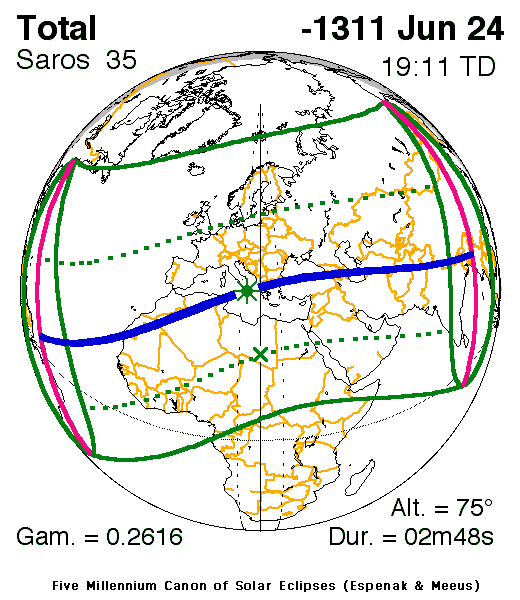
The eclipse of 1312 BC

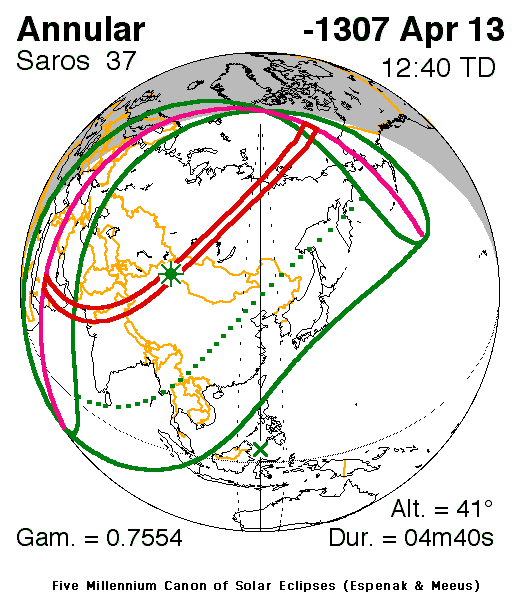
The eclipse of 1308 BC

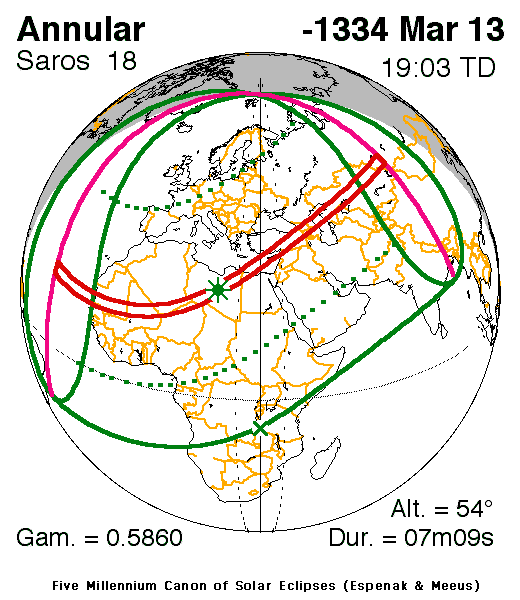
The eclipse of 1335 BC

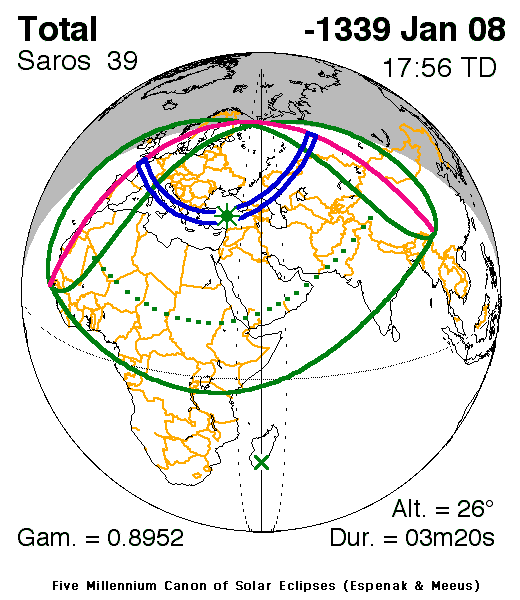
The eclipse of 1340 BC

La possibile eclissi solare menzionata in un testo risalente al regno di Mursili II potrebbe essere di grande importanza per la cronologia assoluta dell'Impero Ittita all'interno della cronologia del Vicino Oriente antico. Il testo ricorda che nel decimo anno del regno di Mursili, "il Sole diede un segno" (istanus sakiyahta), proprio mentre il re stava per lanciare una campagna contro il Regno di Azzi-Hayasa nell'Anatolia nord-orientale. Il riferimento negli annali fu interpretato per la prima volta da Emil Forrer (1926) come descrizione di un'eclissi, Schorr (1928) la identificò come l'eclissi del 13 marzo 1335 a.C., visibile come anulare in Anatolia nel pomeriggio. Ora è più comunemente identificato come quello del 24 giugno 1312 a.C., visibile nella sua totalità nell'Anatolia settentrionale nel pomeriggio. Paul Åström (1993) propone la data alternativa del 13 aprile 1308 a.C., che sarebbe stata visibile come un'eclissi parziale all'alba. Peter J. Huber ha suggerito una data dell'8 gennaio 1340 a.C.

## Eclissi del 1312 a.C.
L'eclissi del 1312 a.C. si verificò sull'Anatolia settentrionale nel primo pomeriggio, e i suoi effetti sarebbero stati piuttosto spettacolari per Mursili e i suoi uomini in campagna:
24 giugno 1312 a.C., eclissi totale, massimo alle 10:44 UTC,  38°12'N 13°42'E / 38,2°N 13,7°E (Sicilia)
La data del 1312 a.C. implicherebbe che Mursili iniziò il suo regno nel 1322 o nel 1321 a.C. Questa data corrisponderebbe più o meno a quella solitamente proposta per la morte di Tutankhamon. È noto che Šuppiluliuma I stava assediando Carchemis quando ricevette una lettera dalla vedova di un faraone (che negli annali è chiamato Dakhamunzu). Šuppiluliuma morì poco dopo e il suo successore fu Mursili II (il cui fratello sarebbe stato il principe Zannanza inviato in Egitto dove morì). Quindi questo sembra essere un ancoraggio cronologico. Tuttavia, ci sono altri punti di vista, che affermano ad esempio che il faraone morto fosse Akhenaton o che Tutankhamon morì più tardi.

## Eclissi del 1308 a.C.
Al contrario, l'eclissi del 1308 a.C. fu anulare e iniziò molto presto la mattina sull'Arabia (e solo penombrale sull'Anatolia e sulla Siria), raggiungendo il suo apice sull'Asia centrale:
13 aprile 1308 a.C., eclissi anulare (94,8%), massimo alle 04:16 UTC,  44°54'N 85°42'E  / 44,9°N 85,7°E (Tian Shan)